# Emporium (vroege middeleeuwen)
De term emporium werd in de vroege middeleeuwen gebruikt om een handelsplaats aan te duiden. Een andere benaming voor emporium is `wic' of `wik' van het Oergermaans voor dorp, boerderij of (stads)wijk. Niet te verwarren met `vic' uit het Oudnoors dat baai of inham betekent of het Latijnse `vicus'.
Op basis van archeologische vondsten is er sterke aanwijzing voor een netwerk van niet-versterkte handelsposten genaamd emporia rondom de Noorzee. De emporia ontstonden en bloeiden op tussen de 7e en de 9e eeuw en werden vermoedelijk gesticht door koningen of stonden in ieder geval onder koninklijk toezicht. De emporia varieerden van eenvoudige nederzettingen bestaande uit slechts een werf en enkele pakhuizen tot (semi-) permanente nederzettingen met werkplaatsen, kerk en een munt zoals Dorestad en Quentovic.
Door de toename van Vikingactiviteiten in de tweede helft van de 9e eeuw, werden alle emporia opgenomen in beter verdedigbare nederzettingen nabij of verlaten.
Hieronder een overzicht van plaatsen die als emporium zijn vermeld.
- York (680) vermeld als Eoforwic, ca. 800 als Jorvik
- Londen (685) vermeld als Lundenwic
- Southampton vermeld als Hamwic
- Bardowick (795) vermeld als Bardewyk
- Ipswich (ca. 800) als Gipeswic
- Haithabu (Hedeby) (ca. 800)
- Ribe ca 800
- Reric (ca. 800)
- Åhus (ca. 800)
- Löddeköpinge (ca. 800)
- Paviken op Gotland (ca. 800)
- Kaupang (ca. 800)
- Birka (ca. 800)
- Sigtuna (ca. 800)
- Wijk bij Duurstede (834) vermeld als Dorestad
- Witla (836)
- Quentowic (858)
- Dinant (Eind 10e eeuw)
- Veurne (11e eeuw)
- Rees (11e eeuw)
- Antwerpen (1102-1105, Antverpia Mercatorum Emporium)
- Luik (vermeld als Lüttich) (Einde 12e-begin 13e eeuw)
- Verdun
- Dublin